# Spencer Tunick

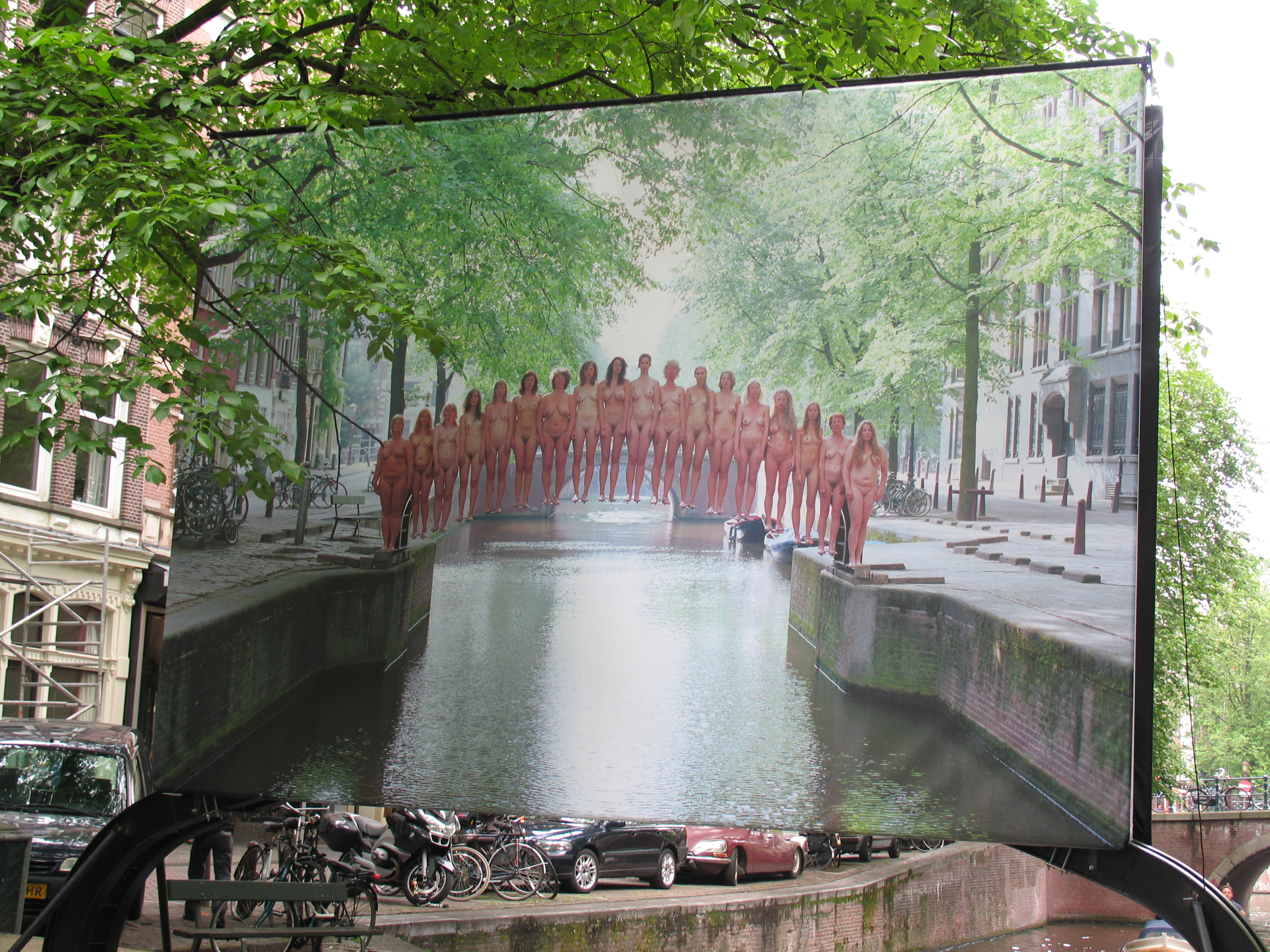
Instalacja S. Tunicka w Amsterdamie

Spencer Tunick (ur. 1 stycznia 1967 w Middletown) – amerykański fotograf. Jest znany z fotografowania rozległych, nagich sesji zdjęciowych, w których udział bierze wiele osób. 

## Życiorys
Jego matka zajmowała się sztuką i projektowaniem wnętrz, a ojciec był komercyjnym fotografem. Pierwszym obrazem, który pamięta był zobaczony przez niego "Sen" Henriego Rousseau w MoMA. W 1988 r. Tunick ukończył uczelnię Emerson College w Bostonie. W 1992 rozpoczął fotografowanie grup nagich ludzi na ulicach Nowego Jorku. 
Światową sławę zdobył dzięki monumentalnym instalacjom fotograficznym (akty), przedstawiającym jednorazowo kilka tysięcy nagich osób, upozowanych w ikonograficzne symbole. W latach 1994–2011 zorganizował ponad 75 instalacji z ludźmi w różnych krajach świata.
Uważa, że jednostki będące w masie, zgrupowane razem bez ubrań, przeobrażają się w nowy kształt.
Największe przedsięwzięcie Spencera Tunicka miało miejsce 6 maja 2007 w Meksyku na placu Zócalo, gdzie w fotograficznej instalacji wzięło udział 18 tys. nagich osób. Znaczący sukces artystyczny i logistyczny osiągnął również w czerwcu 2003 w hiszpańskiej Barcelonie, gdzie zaaranżował scenę z 7 tys. nagich Hiszpanów przed ich Narodowym Instytutem Kultury. We Francji, w porcie Lyonu, w dniu 11 września 2005 rozebrało się 1500 osób.
Inne instalacje, które zdobyły światowy rozgłos, to zbiorowe akty sfotografowane: podczas sesji w stanie Nevada w 1997 (po koncercie rockowym z udziałem 1200 jego słuchaczy), w australijskim Royal Botanic Gardens w Melbourne z 2001, w brazylijskim São Paulo (2002) (w kilku punktach miasta pozowało do 1000 osób), przed londyńską Galeria Saatchi (2003) oraz w belgijskim mieście Brugia 8 maja 2005 (w trakcie Festiwalu Kultur Corpus 05 na historycznym rynku miejskim podczas burzy ustawił w jednym rzędzie 1249 mężczyzn i 701 kobiet).
Fotografował w następujących miastach: Brugii, Buenos Aires, Buffalo, Londynie, Lyonie, Melbourne, Montrealu, San Sebastián, São Paulo, Caracas, Newcastle/Gateshead, Wiedniu, Düsseldorf, Cork, Dublin i Santiago.
Wszyscy pozują dla Tunicka nieodpłatnie, otrzymując podpisaną przez artystę jedną fotografię, której wartość na aukcjach dzieł sztuki osiąga niekiedy do kilku tysięcy dolarów.
Spencerowi Tunickowi zostały poświęcone 3 filmy dokumentalne stacji telewizyjnej HBO:
- Naked States[6]
- Naked World
- Positively Naked[7]

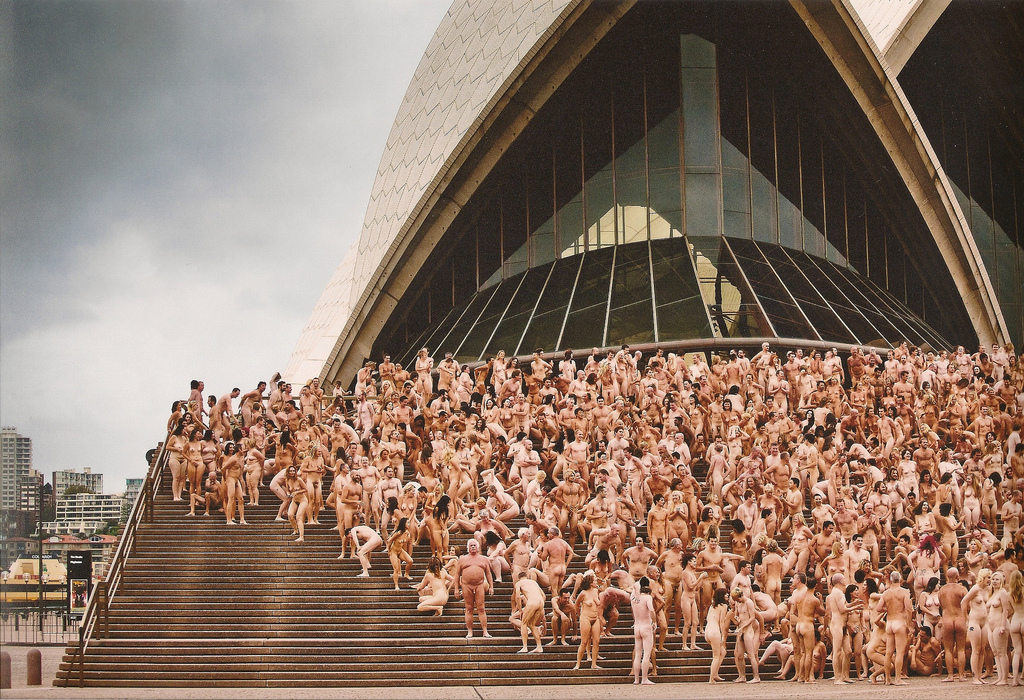
Przygotowania do zdjęcia Tunicka pod operą w Sydney

Artystyczny zapis instalacji z San Sebastián w postaci fotograficznej, stanowi część wyposażenia i zarazem stałej kolekcji sztuki w Blow Up Hall 50 50 w Poznaniu.